# Mihnea cel Rău
Mihnea cel Rău (ca. 1460/62 - Sibiu, Roemenië, 12 maart 1510; in het Nederlands Mihnea de Slechte) was een zoon van Vlad III Dracula en zijn eerste onbekende vrouw, mogelijk kan ook Ilona Szilagyi zijn moeder zijn geweest. Hij was vorst van Walachije van 1508 tot 1509 als opvolger van zijn neef Radu cel Mare. In 1509 regeerde hij samen met zijn zoon Mircea III Dracul. Hij was zeer onpopulair onder de edelen (bojaren) en werd met behulp van de Ottomanen omvergeworpen en moest vervolgens vluchten naar Transsylvanië, waar hij uiteindelijk werd vermoord voor de kathedraal van Sibiu en er ook werd begraven.

## Levensloop
De Roemeense historicus Matei Cazacu beweert dat Vlad Tepes, nadat hij tussen 1456-1458 in Contstantinopel als gijzelaar had verbleven in 1462 in Hongarije als voortvluchtige was beland en in dat jaar zijn zoon Minhea daar heeft verwekt bij een onbekende vrouw
Na zijn vaders dood begon Minhea heel ambitieus aan een opvolgingspoging. Hij organiseerde verschillende plundertochten met hulp van bojaren, die eerder zijn vader steunden en nu ook hem wilden steunen. In 1508 slaagde hij dan om de troon te bemachtigen, maar het duurde niet lang voordat de machtigste onder de edelen het opvielen dat ook Minhea, net als zijn vader, leed aan het Roemeense patriottisme en extreem gedreven was als een soort kruisvaarder die het christendom pretendeerde boven de Ottomaanse druk. Hij wilde ook Oost-Europa bevrijden van de Turkse tirannie en macht, maar met corruptie onder de andere edelen, zou hij hetzelfde lot beschoren zijn als zijn vader.

## In moderne media
In de film Dark Prince: The True Story of Dracula (2001) wordt Minhea neergezet door acteur Dan Bordeianu. Ondanks vele pogingen tot historische juistheden in film en ander werk verschilt de film in meerdere opzichten met de werkelijkheid, inclusief de onsterfelijkheid van Vlad Dracula en ook de onjuiste dateringen. Een van de vele fouten is dat Minhea de naam Vlad kreeg toebedeeld in de film.